# Jean II de Châteauvillain
Jean II de Châteauvillain, né après 1285 et mort en 1312, est seigneur de Châteauvillain, Arc-en-Barrois et Pleurs au début du XIVe siècle. Il est le fils aîné de Simon II de Châteauvillain et de son épouse Marie de Dampierre.

## Biographie
Il devient seigneur de Châteauvillain, d'Arc et de Pleurs à la mort de son père Simon II de Châteauvillain en 1306, alors que son grand-père Jean Ier, dit l'Aveugle, est encore vivant. La même année, il épouse Marie de Roucy, issue par son père de la maison capétienne de Dreux, avec qui il aura deux enfants,.
En 1308, il réaliser une charte d'affranchissement aux habitants de Giey,.
Il décède peu de temps après, en 1312, laissant une veuve avec deux enfants en bas âge, à qui il donne pour curateur Simon de Choiseul, seigneur d'Augoulevent. Mais à la demande de Jean de Châteauvillain, évêque de Châlons, de Jean V de Pierrepont, comte de Roucy, de Guillaume de Châteauvillain, chanoine à Châlons ainsi que d'autres parents, le roi Philippe le Bel donne par lettre du 12 mars 1313 comme curateurs aux deux enfants leur oncle maternel Jean V de Pierrepont et leur cousin paternel Guillaume de Châteauvillain.

## Mariage et enfants
En 1306, il épouse Marie de Roucy, fille de Jean IV de Pierrepont, comte de Roucy, et de son épouse Jeanne de Dreux
, comtesse de Braine et dame de La Suze, avec qui il a deux enfants, :
- Jean III de Châteauvillain, qui succède à son père comme seigneur de Châteauvillain et d'Arc.
- Guillaume de Châteauvillain, qui succède à son père comme seigneur de Pleurs. Il épouse Blanche de Châtillon-en-Bazois, dame de Puits, fille de Girard de Châtillon-en-Bazois et de Guillemette de Couches, avec qui il a un enfant :
  - Marie de Châteauvillain, qui épouse Jean de Ray.